# Mieszko II av Polen
Mieszko II Lambert, född omkring 990, död 10 eller 11 maj 1034, var polsk kung från 1025 till 1031.

## Biografi
Mieszko II var son till Boleslav Chrobry och dennes andra hustru Emnilda.
Mieszko regerade 1025–1034 och antog konungatitel, men förlorade nästan alla faderns erövringar och erkände tyske kejsarens överhöghet. Under hans regeringstid upplöstes Polens enighet på grund av Hednareaktionen i Polen. Han efterträddes av sonen Kasimir I.